# Vicente Pernía
Vicente Alberto Pernía, né le 25 avril 1949 à Tandil (Argentine), est un footballeur international argentin.
Surnommé El Tano (« l'Italien »), l'ancien défenseur droit se reconvertit comme pilotage automobile en Turismo Carretera dans les années 1990.
Il est le père du footballeur argentin Mariano Pernía, sélectionné par l'équipe nationale d'Espagne pour la Coupe du monde 2006 après sa naturalisation.

## Carrière
Pernía commence sa carrière professionnelle en 1969 sous le maillot d'Estudiantes de La Plata. Défenseur droit réputé pour sa hargne, il est transféré à Boca Juniors en 1973 et connaît en février de la même année sa première sélection en équipe nationale contre le Mexique.
Après plusieurs années sans titre, le club fait appel à l'entraîneur Juan Carlos Lorenzo en 1976, qui mène l'équipe à la conquête du championnat (Nacional et Metropolitano 1976), puis de la Copa Libertadores (en 1977 et 1978) et de la Coupe intercontinentale.
En équipe nationale, alors qu'il est considéré par les observateurs comme le meilleur défenseur droit du pays, il n'est plus appelé à partir de juin 1977 et une expulsion contre l'Écosse à la suite d'une altercation avec Willie Johnston. Il manque donc la Coupe du monde de 1978, pour laquelle aucun joueur de Boca n'est sélectionné, son poste étant occupé dès lors par Jorge Olguín.
Il reste à Boca malgré le départ de l'entraîneur Lorenzo en 1979 et y remporte un troisième titre de champion en 1981, à la suite du recrutement du meneur de jeu Diego Maradona. En neuf saisons, Pernía dispute 268 matchs pour Boca, toutes compétitions confondues, et détient le record du club pour ce qui est du nombre d'expulsions (13). Fin 1981 le nouvel entraîneur Silvio Marzolini ne compte pas sur lui, ce qui provoque son départ au Vélez Sarsfield où il ne joue qu'un an.
Reconverti comme pilote de stock-car dans les années 1980 et 1990, il remporte quelques courses et termine vice-champion de Turismo Carretera, une compétition phare en Argentine, en 1996.
Son nom est parfois cité comme possible entraîneur de Boca Juniors, sans que cela n'ait donné suite.